# Paraphytoseius ghanaensis
Paraphytoseius ghanaensis är en spindeldjursart som beskrevs av Moraes, Zannou och Oliveira 2007. Paraphytoseius ghanaensis ingår i släktet Paraphytoseius och familjen Phytoseiidae. Inga underarter finns listade i Catalogue of Life.